# Matrimoni all'italiana
Matrimoni all'italiana è stato un programma televisivo italiano di genere reality, andato in onda per la sola puntata pilota su Rete 4 il 10 maggio 2011, condotto da Emanuela Folliero. I bassissimi ascolti ricevuti in prima serata non hanno permesso la realizzazione di un'edizione costituita da una serie di puntate.

## Caratteristiche
Protagoniste della trasmissione sono 4 spose in attesa di arrivare al giorno fatidico del matrimonio. Le telecamere del programma seguono tutti i matrimoni. Ciascuna delle concorrenti presenzia al matrimonio dell'altra persona e giudica organizzazione, chiesa, catering. Alla fine è eletto il vero "matrimonio all'italiana". La conduttrice cambia 8 volte i vestiti per rimanere in tema di puntata.

## Ascolti
| Puntata | Data           | Telespettatori | Share |
| ------- | -------------- | -------------- | ----- |
| Pilota  | 10 maggio 2011 | 1.494.000      | 5,29% |